# اسکوبی دو (شخصیت)
اسکوبرت «اسکوبی» دو (به انگلیسی: Scoobert "Scooby" Doo) شخصیت همنام و قهرمان فرنچایز پویانمایی تلویزیونی به همین نام است که در سال ۱۹۶۹ توسط شرکت پویانمایی آمریکایی هانا باربرا خلق شده است. او یک گریت دین نر و همراه مادام‌العمر کارآگاه آماتور شگی راجرز است که ویژگی‌های شخصیتی بسیاری را با او به اشتراک می‌گذارد. او ترکیبی از رفتارهای سگ و انسان را نشان می‌دهد (یادآور حیوانات ناطق دیگر در مجموعه هانا باربرا) و دوستانش کم و بیش با او به عنوان یک برابر برخورد می‌کنند. اسکوبی غالباً به شیوه‌ای روتاسیک صحبت می‌کند و حروف جایگزین می‌کند و حروف اول بسیاری از واژه‌ها را با 'r' جایگزین می‌کند. تکیه‌کلام او «اسکوبی-دوبی-دو!» است.

## تاریخچه
نویسندگان جو روبی و کن اسپیرز مجموعه اصلی اسکوبی دو را با عنوان اسکوبی دو، کجایی! برای استودیوی هانا-باربرا ساختند. این مجموعه بخشی از برنامه کارتونی صبح‌های شنبه شبکه سی‌بی‌اس در ۱۹۶۹–۱۹۷۰ بود. در ابتدا، این مجموعه با نام پنج اسرار معرفی شده بود و سگی که بعدها به اسکوبی تبدیل شد، در اصل یک شخصیت فرعی بود — یک سگ نوازنده بانگو به نام «خیلی زیاد» که در مراحل مختلف توسعه، گاهی نژادش گریت دین و گاهی سگ چوپان در نظر گرفته می‌شد.
تا اوایل سال ۱۹۶۹، زمانی که این مجموعه با نام چه کسی ت-ت-ترسیده است؟ به شبکه ارائه شد، شخصیت «خیلی زیاد» به یک گریت دین ترسو تغییر یافته بود. اما بین ارائه ناموفق اولیه و ارائه دوم که منجر به تأیید مجموعه شد، فرد سیلورمن، مدیر برنامه‌های روزانه سی‌بی‌اس، نام سگ و مجموعه را به اسکوبی-دو تغییر داد. سیلورمن ادعا کرد که این نام را از هجاهای «دو-بی-دو-بی-دو» در ترانه معروف «غریبه‌ها در شب» از فرانک سیناترا الهام گرفته است. با این حال، چند ماه پیش از آن در سال ۱۹۶۸، نامی مشابه در عنوان ترانه «احساس خیلی خوب (ا.س.ک.و.ب.ی.-د.و.)» از گروه موسیقی آرچی‌ها دیده شده بود. این گروه ساختگی در مجموعه نمایش آرچی حضور داشت که آن نیز تحت نظارت سیلورمن بود. همچنین، در یک قسمت آزمایشی پخش‌نشده از یک مجموعه تلویزیونی به نام تاب خوردن با هم که در سال ۱۹۶۳ از سی‌بی‌اس پخش شد، شخصیتی با نام اسکوبی دو وجود داشت.
ایوائو تاکاموتو، طراح تولید، با راهنمایی یکی از همکارانش در هانا-باربرا که در پرورش گریت دین نیز تخصص داشت، شخصیت اسکوبی دو را طراحی کرد. او ویژگی‌های ظاهری اسکوبی را برعکس یک گریت دین اصیل و برنده جایزه قرار داد؛ از جمله چانه شیب‌دار، لکه‌های روی بدن، دم بلند، پشت خمیده و پاهای پرانتزی. برای تعریف شخصیت اسکوبی، روبی و اسپیرز از نقش‌های باب هوپ در کمدی‌های ترسناکش الهام گرفتند — یک ترسو که در لحظات حساس، وقتی دوستانش در خطر هستند، شجاعت از خود نشان می‌دهد. دان مسیک، صداپیشه باسابقه هانا-باربرا، اولین کسی بود که به اسکوبی صدا بخشید و دهه‌ها روی این شخصیت کار کرد.
اسکوبی دو، کجایی! در ۱۳ سپتامبر ۱۹۶۹ ساعت ۱۰:۳۰ صبح به وقت شرق آمریکا از سی‌بی‌اس پخش شد. این مجموعه دو فصل ادامه داشت و در مجموع ۲۵ قسمت تولید شد. آخرین قسمت از پخش اولیه آن در ۳۱ اکتبر ۱۹۷۰ به نمایش درآمد.

## شخصیت
در بیشتر نسخه‌های این مجموعه، اسکوبی یک گریت دین منحصر‌به‌فرد در نظر گرفته می‌شود که توانایی صحبت کردن دارد، اما انگلیسی را شکسته و نامفهوم ادا می‌کند و معمولاً قبل از واژه‌ها یا صداهای مختلف، حرف «R» را اضافه می‌کند. با این حال، در برخی نسخه‌ها مانند توله سگی به نام اسکوبی دو، او به‌عنوان سگی با اختلال گفتاری به تصویر کشیده می‌شود و در دنیای خیالی مجموعه، هیچ‌کس در کولزویل از این که او صحبت می‌کند، تعجبی ندارد. در سال‌های اخیر، به‌ویژه در اسکوبی دو! رمز و راز گنجانده‌شده، توانایی گفتاری اسکوبی پیشرفت کرده و می‌تواند جملات کامل بگوید، هرچند همچنان بخشی از مشکل گفتاری‌اش باقی مانده است. سطح هوش او معمولاً با دوستانش برابر است، اما درست مانند آنها، گاهی دچار دست‌و‌پاچلفتی بودن و حواس‌پرتی می‌شود.
شخصیت اسکوبی در نسخه‌های مختلف از مجموعه‌های پویانمایی و فیلم‌های لایو اکشن به‌طور متنوعی توسعه یافته و گاهی متناقض به نظر می‌رسد. برای مثال، در مجموعه اصلی و فیلم‌های لایو اکشن جدید، شگی و اسکوبی برای اولین بار در نوجوانی با یکدیگر آشنا می‌شوند. اما این روایت با مجموعه پویانمایی توله سگی به نام اسکوبی دو تضاد دارد، زیرا در آن، شگی و اسکوبی از دوران کودکی یکدیگر را می‌شناسند. البته، فیلم‌ها ممکن است در یک خط زمانی متفاوت نسبت به کارتون‌ها قرار بگیرند. در نقش یک سگ بالغ، اسکوبی معمولاً ترکیبی از یک حیوان خانگی و یک دوست صمیمی برای همراهانش محسوب می‌شود.
در تمامی نسخه‌های این شخصیت، اسکوبی و شگی چندین ویژگی مشترک دارند؛ مهم‌ترین آنها ترسو بودن و همیشه گرسنه بودن است. بااین‌حال، دوستانشان (فرد، دافنه و ولما) معمولاً آنها را با وعده «اسنک‌های اسکوبی» تشویق می‌کنند تا به دنبال شرورهای نقاب‌دار بروند. این خوراکی شبیه به بیسکویت استخوانی یا، در نسخه‌های جدیدتر، به شکل پلاک گردن اسکوبی طراحی شده است. با این وجود، وفاداری ذاتی و شجاعت اسکوبی گاهی باعث می‌شود که حتی بدون هیچ مشوقی، رفتار قهرمانانه‌ای از خود نشان دهد. همچنین، اسکوبی بسیار قلقلکی است و این ویژگی در بسیاری از مجموعه‌ها و فیلم‌های او دیده می‌شود.
اسکوبی اختلال گفتاری دارد و معمولاً بیشتر واژه‌ها را طوری تلفظ می‌کند که انگار با حرف «R» شروع می‌شوند. بااین‌حال، اکثر شخصیت‌ها او را تقریباً بدون مشکل متوجه می‌شوند. در اغلب نسخه‌ها، جملاتش کوتاه هستند و اگر بخواهد چیزی طولانی‌تر از سه یا چهار کلمه بگوید، معمولاً از بازی با حرکات دست و بدن (پانتومیم) استفاده می‌کند. عبارت معروف او که معمولاً در پایان هر قسمت فریاد می‌زند، «اسکوبی-دوبی-دو!» یا «روبی-روبی-رو» است. دان مسیک از آغاز تا سال ۱۹۹۴ در شب‌های عربی صداپیشگی اسکوبی را بر عهده داشت. پس از آن، به دلیل ترک سیگار، صدای او تغییر کرد و دیگر نتوانست همان افکت خشن و گرفته را ایجاد کند. او در سال ۱۹۹۶ دچار سکته مغزی شد که به پایان دوران حرفه‌ای‌اش انجامید و در سال ۱۹۹۷، قبل از اینکه در پروژه دیگری از اسکوبی دو حضور یابد، درگذشت. مسیک همچنین صداپیشه سگ‌های آسترو در جتسون‌ها و ماتلی (که خنده خاصی داشت) بود. ویژگی مشکل گفتاری اسکوبی و آسترو آن‌قدر به هم شباهت دارد که بسیاری عبارت معروف «Ruh-roh!» را که در واقع متعلق به آسترو است، به اشتباه به اسکوبی نسبت می‌دهند (مثلاً «Ruh-roh, Raggy!»). بااین‌حال، صدای اسکوبی نسبت به آسترو بم‌تر و خش‌دارتر بود.
طبق گفته فرد در اسکوبی دو: پشت صحنه‌ها، در ابتدا داشتن سگی با سیب گلو کمی عجیب به نظر می‌رسید، اما کم‌کم به آن عادت کردند، بنابراین وقتی اسکوبی شروع به حرف زدن کرد، دیگر چیز عجیبی نبود. بااین‌حال، علیرغم توانایی خاصش در صحبت کردن، نقاط ضعفی هم داشت، از جمله ترس بیش از حدش. اما با گذشت زمان و قوی‌تر شدن پیوند اعضای گروه شرکت رمز و راز، او رابطه‌ای ویژه با شگی شکل داد و خودشان را با شرلوک هولمز و دکتر واتسن مقایسه کردند. شگی می‌گوید که از همان ابتدا همه‌چیز بین آنها هماهنگ بود و هر وقت گروه به طعمه‌ای برای فریب شرورها نیاز داشت، او و اسکوبی داوطلب می‌شدند. او همچنین می‌گوید که هیچ‌کس را بهتر از اسکوبی برای همکاری نمی‌شناسد. فرد نیز معتقد است که تنها چیزی که اسکوبی را بیشتر از هیولاها می‌ترساند، رفتن به دامپزشکی است.

## ظاهر و کالبدشناسی
اسکوبی از سر تا پا قهوه‌ای‌ است و چند لکه سیاه مشخص روی بالاتنه خود دارد، اما ماسک تیره‌ای روی صورتش ندارد. او معمولاً چهارپا راه می‌رود اما گاهی ویژگی‌های دوپا و انسان‌مانند از خود نشان می‌دهد. اسکوبی دارای انگشتان شست مخالف است و می‌تواند از پنجه‌های جلویی خود مانند دست‌ها استفاده کند. او بینی سیاه‌رنگی دارد و یک قلاده آبی با پلاک زرد الماسی‌شکل به گردن دارد که روی آن حرف «SD» (مخفف نامش) حک شده است. همچنین، او در هر پا چهار انگشت دارد. برخلاف سگ‌های معمولی، هر پنجه او فقط یک پد دارد، ویژگی‌ای که برای ساده‌تر شدن طراحی در سالنامه‌های اسکوبی دو اضافه شد.
دم اسکوبی کاملاً انعطاف‌پذیر است و می‌تواند از آن برای تاب خوردن یا فشار دادن دکمه‌ها استفاده کند. همچنین، سر و دم او قابلیت تغییر شکل دارند و برای برقراری ارتباط یا ایجاد حواس‌پرتی مفید هستند.
ایوائو تاکاموتو، خالق اسکوبی، بعدها توضیح داد که قبل از طراحی این شخصیت، ابتدا با یک پرورش‌دهنده سگ‌های گریت دین صحبت کرده بود. این پرورش‌دهنده، ویژگی‌های یک سگ اصیل و برنده جایزه را برای او توصیف کرد، اما تاکاموتو برعکس آن را طراحی کرد. او گفت: «من تصمیم گرفتم برعکس آن عمل کنم و به او یک پشت خمیده، پاهای پرانتزی، چانه کوچک و چیزهایی از این قبیل بدهم. حتی رنگش هم نادرست است.»
طبق مجله رسمی که همراه با فیلم ۲۰۰۲ منتشر شد، سن اسکوبی هفت سال است.

## صداپیشگان
دان مسیک اولین کسی بود که ویژگی‌های گفتاری اسکوبی را خلق کرد و از سال ۱۹۶۹ تا زمان بازنشستگی‌اش در سال ۱۹۹۶، در تمامی تولیدات اسکوبی دو صداپیشه این شخصیت بود. پس از او، هدلی کی در سال ۱۹۹۷ برای مدت کوتاهی در دو قسمت از جانی براوو و چند تبلیغ تلویزیونی، صداپیشگی اسکوبی را بر عهده گرفت. اسکات اینس (که در آن زمان صداپیشه شگی نیز بود)، از ۱۹۹۸ تا ۲۰۰۱ در فیلم‌های پویانمایی ویدئویی به اسکوبی صدا بخشید و تا سال ۲۰۰۸ همچنان در بازی‌های ویدئویی (مانند اسکوبی-دو! شب ۱۰۰ لولو)، اسباب‌بازی‌ها و برخی تبلیغات، نقش این شخصیت را ادامه داد. در فیلم‌ لایو اکشن ۲۰۰۲ و دنباله‌اش در ۲۰۰۴، نیل فنینگ صداپیشگی اسکوبی کامپیوتری را انجام داد. از سال ۲۰۰۲، فرانک ولکر (که از ۱۹۶۹ صداپیشه فِرِد بوده است) به‌طور رسمی صداپیشه جدید اسکوبی شد. او کارش را از چه خبر، اسکوبی دو؟ شروع کرد و در دیگر اسپین‌آف‌ها، از جمله فیلم‌های لایو اکشن اسکوبی دو، راز آغاز می‌شود و اسکوبی دو، نفرین هیولای دریاچه، این نقش را ادامه داد. همچنین، دیو کولیر و ست گرین در مجموعه مرغ ربات صداپیشگی اسکوبی را بر عهده داشته‌اند.

## بازخورد
کیسی کیزم، صداپیشه اصلی شگی راجرز، معتقد بود که اسکوبی ستاره اصلی این مجموعه است و او را با شکیل اونیل مقایسه کرد. کیسم توضیح داد: «مردم حیوانات را بیشتر از انسان‌ها دوست دارند. درست می‌گویم یا نه؟ آنها به حیوانات خانگی‌شان بیشتر از آدم‌ها محبت می‌کنند. اسکوبی آسیب‌پذیر، دوست‌داشتنی و ترسو است، درست مثل بچه‌هایی که او را تماشا می‌کنند. اما همان‌طور که بچه‌ها دوست دارند فکر کنند که شجاع هستند، اسکوبی هم همین تصور را دارد.»